# هنري برات فيرتشايلد
هنري برات فيرتشايلد (بالإنجليزية: Henry Pratt Fairchild)‏ هو أستاذ جامعي أمريكي، ولد في 1880 في وست داندي في الولايات المتحدة، وتوفي في 1956.